# سينثيا كرين
سينثيا كرين (بالإنجليزية: Cynthia Crane)‏ هي عازفة الجاز أمريكية، ولدت في 1936.

## وصلات خارجية
- الموقع الرسمي